# Meilleure joueuse du monde World Rugby
Pour un article plus général, voir Prix World Rugby.

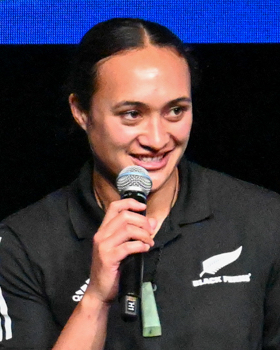
Ruahei Demant, joueuse néo-zélandaise de rugby à XV, élue Meilleur joueuse du monde World Rugby en 2022.

La Meilleure joueuse du monde World Rugby, World Rugby Women’s Player of the Year (joueuse de l'année World Rugby), anciennement meilleure joueuse du monde de rugby IRB de l'année, est une récompense honorant les plus grandes joueuses internationales de rugby à XV.
Décerné en 2001 pour la première fois par l'International Rugby Board (IRB), le trophée récompense depuis lors chaque année la personnalité féminine qui a apporté une contribution particulière au jeu et aux résultats de son équipe nationale et accessoirement de son club ou de sa franchise.

## Les lauréates
| Année | Lauréate           | Nation           | Autres nommées                                                   | Intitulé                                            | Références |
| ----- | ------------------ | ---------------- | ---------------------------------------------------------------- | --------------------------------------------------- | ---------- |
| 2001  | Shelley Rae        | Angleterre       |                                                                  | IRB Women's Player of the Year                      | [ 1 ]      |
| 2002  | Monique Hirovanaa  | Nouvelle-Zélande |                                                                  | IRB Women's Player of the Year                      | [ 2 ]      |
| 2003  | Kathy Flores       | États-Unis       |                                                                  | IRB Women's Personality of the Year                 | [ 3 ]      |
| 2004  | Donna Kennedy      | Écosse           |                                                                  | IRB International Women's Personality of the Year   | [ 4 ]      |
| 2005  | Farah Palmer       | Nouvelle-Zélande |                                                                  | IRB International Women's Personality of the Year   | [ 5 ]      |
| 2006  | Margaret Alphonsi  | Angleterre       |                                                                  | IRB International Women's Personality of the Year   | [ 6 ]      |
| 2007  | Sarah Corrigan     | Australie        |                                                                  | IRB International Women's Personality of the Year   | [ 7 ]      |
| 2008  | Carol Isherwood    | Angleterre       |                                                                  | IRB International Women's Personality of the Year   | [ 8 ]      |
| 2009  | Debby Hodgkinson   | Australie        |                                                                  | IRB International Women's Personality of the Year   | [ 9 ]      |
| 2010  | Carla Hohepa       | Nouvelle-Zélande |                                                                  | IRB International Women's Personality of the Year   | [ 10 ]     |
| 2011  | Ruth Mitchell      |                  |                                                                  | IRB International Women's Personality of the Year   | [ 11 ]     |
| 2012  | Michaela Staniford | Angleterre       |                                                                  | IRB Women's Player of the Year                      | [ 12 ]     |
| 2013  |                    |                  |                                                                  | pas de personnalité distinguée                      | [ 13 ]     |
| 2014  | Magali Harvey      | Canada           | Safi N’Diaye, Kelly Russell, Niamh Briggs                        | IRB Women's Player of the Year                      | [ 15 ]     |
| 2015  | Kendra Cocksedge   | Nouvelle-Zélande | Gaëlle Mignot, Sophie Spence                                     | World Rugby Women's Player of the Year              | [ 17 ]     |
| 2016  | Sarah Hunter       | Angleterre       | Gaëlle Mignot, Fiao’o Fa’amausili                                | World Rugby Women's Player of the Year              | [ 19 ]     |
| 2017  | Portia Woodman     | Nouvelle-Zélande | Kelly Brazier, Romane Ménager, Safi N’Diaye, Lydia Thompson      | World Rugby Women's Player of the Year              | [ 21 ]     |
| 2018  | Jessy Trémoulière  | France           | Safi N'Diaye, Gaëlle Hermet, Pauline Bourdon, Fiao’o Faamausili  | World Rugby Women's 15s Player of the Year          | [ 23 ]     |
| 2019  | Emily Scarratt     | Angleterre       | Sarah Bern, Pauline Bourdon, Kendra Cocksedge, Katy Daley-Mclean | World Rugby Women's 15s Player of the Year          | [ 25 ]     |
| 2020  |                    |                  |                                                                  | édition spéciale du fait de la pandémie de Covid-19 |            |
| 2021  | Zoe Aldcroft       | Angleterre       | Caroline Boujard, Poppy Cleall, Laure Sansus                     | World Rugby Women's 15s Player of the Year          | ,          |
| 2022  | Ruahei Demant      | Nouvelle-Zélande | Sophie de Goede, Alex Matthews, Laure Sansus, Portia Woodman     | World Rugby Women's 15s Player of the Year          | [ 30 ]     |
| 2023  | Marlie Packer      | Angleterre       | Ruahei Demant, Abby Dow, Gabrielle Vernier                       | World Rugby Women's 15s Player of the Year          | [ 31 ]     |
| 2024  | Ellie Kildunne     | Angleterre       | Pauline Bourdon Sansus, Alex Matthews, Alexandra Tessier         | World Rugby Women’s 15s Player of the Year          | [ 32 ]     |